# デウカリオンとピュラ (ルーベンス)
『デウカリオンとピュラ』（西: Deucalión y Pirra、英: Deucalion and Pyrrha）は、フランドルのバロック期の巨匠ピーテル・パウル・ルーベンスが1636–1637年に板上に油彩で制作した絵画である。狩猟館「トーレ・デ・ラ・パラーダ 」のために委嘱され、現在は失われているヤン・コシエルスの絵画のための習作である。作品はマドリードのプラド美術館に所蔵されている。

## 作品

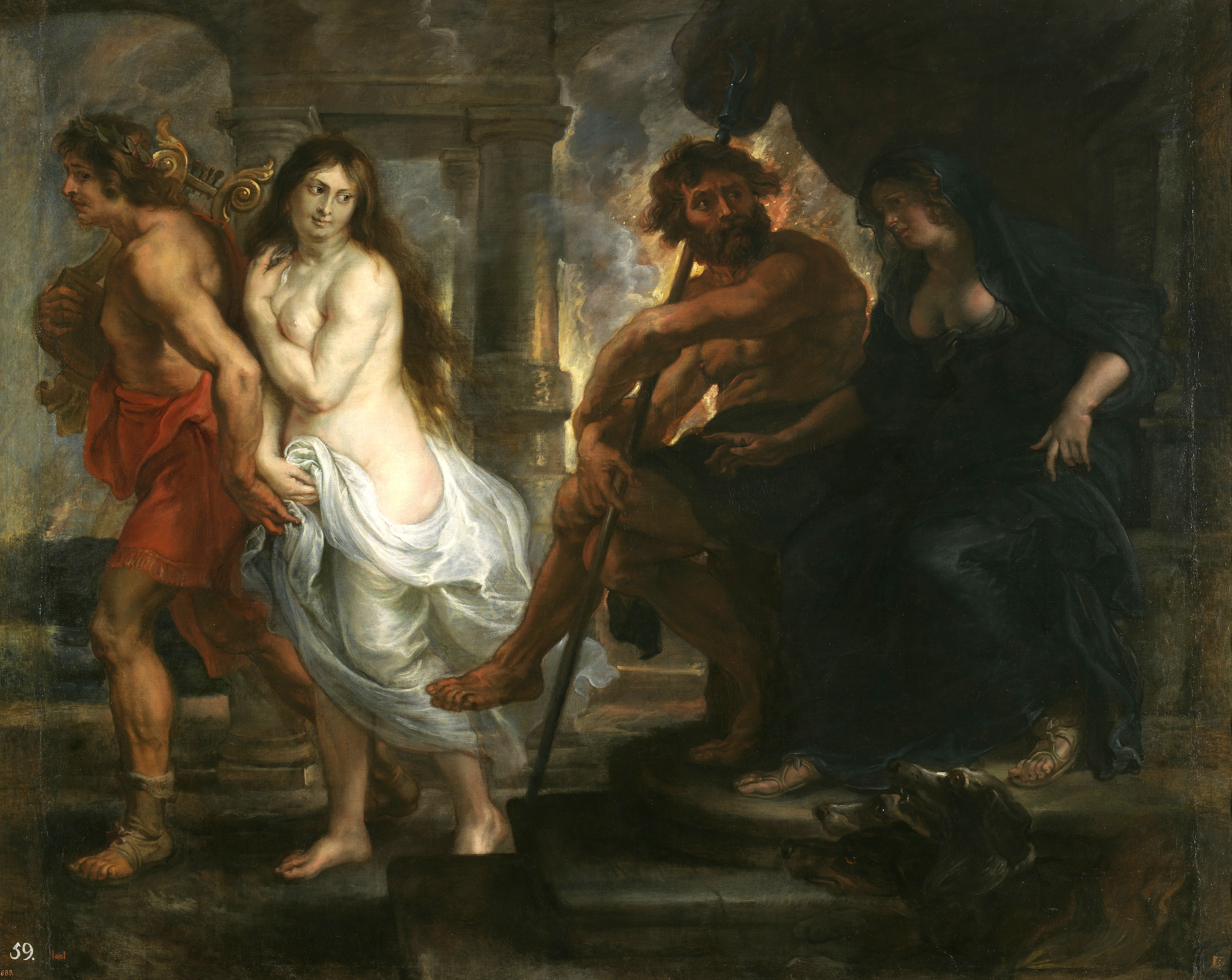
ピーテル・パウル・ルーベンス『オルぺウスとエウリュデイケ』 (1636-1638年ごろ)、プラド美術館

1636年、フェリペ4世は、ルーベンスに狩猟館を飾るための神話画連作を委嘱した。全60点以上の神話を主題とした油彩画からなるこの計画のうち、いくつかはルーベンス自身が手掛け、残りはアントウェルペンで彼の指示のもとに仕事をしていた他の画家たちに振り分けられた。とはいえ、ルーベンスは、彼の助手たちが最終的な完成作を制作できるようにすべての作品のための小さな下絵をごく軽いタッチで描き、構図、人物の動き、色彩、明暗の部分を決定した。
本作は神話画連作中の1点のために制作された習作である。ギリシア神話における大洪水後の人類の再生を表しており、大洪水の唯一の生き残りであったデウカリオンとピュラが主題となっている。本作に描かれている出来事は、オウィディウスの『変身物語』 (第1巻310-415行) から採られている。ふたたび大地を耕す2人が肩越しに石を投げると、それがたちまち男や女の姿に変わるという場面である。
この絵画のために、ルーベンスは、ローマのファルネーゼ宮殿の「遠近法の間」にあるラファエロのフレスコ画の同テーマの構図にインスピレーションを求めたようである。ルーベンスはほとんど絵具を用いずに透明に近い素早い筆致で描き、場面の動きを非常に巧みに捉えている。なお、画面右端の裸体の女性像は、ルーベンスが本作とほぼ同時期に描いた『オルぺウスとエウリュディケ』 （1636-1638年、プラド美術館）のエウリュデイケの裸体像に非常に類似している。